# Galveston (Indiana)
Galveston – miasto w Stanach Zjednoczonych, w stanie Indiana, w hrabstwie Cass.